# Dlhá nad Oravou
Dlhá nad Oravou este o comună slovacă, aflată în districtul Dolný Kubín din regiunea Žilina. Localitatea se află la altitudinea de 527 m deasupra n.m., se întinde pe o suprafață de 24,31 km2 și în 2017 număra 1.415 locuitori.

## Istoric
Localitatea Dlhá nad Oravou este atestată documentar din 1420.

## Demografie
| An:                | 1994 | 2004   | 2014   | 2024   |
| ------------------ | ---- | ------ | ------ | ------ |
| Număr de persoane: | 1360 | 1389   | 1394   | 1440   |
| Diferență:         |      | +2,13% | +0,35% | +3,29% |

| An:                | 2023 | 2024   |
| ------------------ | ---- | ------ |
| Număr de persoane: | 1441 | 1440   |
| Diferență:         |      | −0,06% |